# Фадеева, Ольга Яковлевна
Ольга Яковлевна Фадеева (девичья фамилия: Клейнер; 1906—1986) — советская поэтесса, автор стихов ко многим популярным песням, театральным постановкам и кинофильмам.

## Биография
Родилась в 1906 году.
Соавтор (музыка Оскара Фельцмана) популярной в СССР песни «Ландыши», исполняемой Геленой Великановой. Кроме того, на стихи поэтессы в заставке воскресной развлекательной передачи Всесоюзного радио «С добрым утром!» в исполнении Марка Бернеса звучала песня с одноименным названием (музыка Оскара Фельцмана).
О. Я. Фадеева — автор русского текста знаменитой «Арии мистера Икс» (исполненной Георгом Отсом) в кинооперетте «Мистер Икс» (1958) и других стихов к этой картине, а также стихотворных текстов  к телефильму «Принцесса цирка» (1982), написанных в сотрудничестве с Юрием Айхенвальдом (Ольга Фадеева указана в титрах как О. Клейнер).
Умерла в 1986 году.
Текст песни «Ландыши» (отрывок)
Ты сегодня мне принёс

Не букет из пышных роз,

Не тюльпаны и не лилии,

Протянул мне робко ты

Очень скромные цветы,

Но они такие милые.

Припев:

Ландыши, ландыши,

Светлого мая привет.

Ландыши, ландыши,

Белый букет.